# Kvarteret Tofslärkan

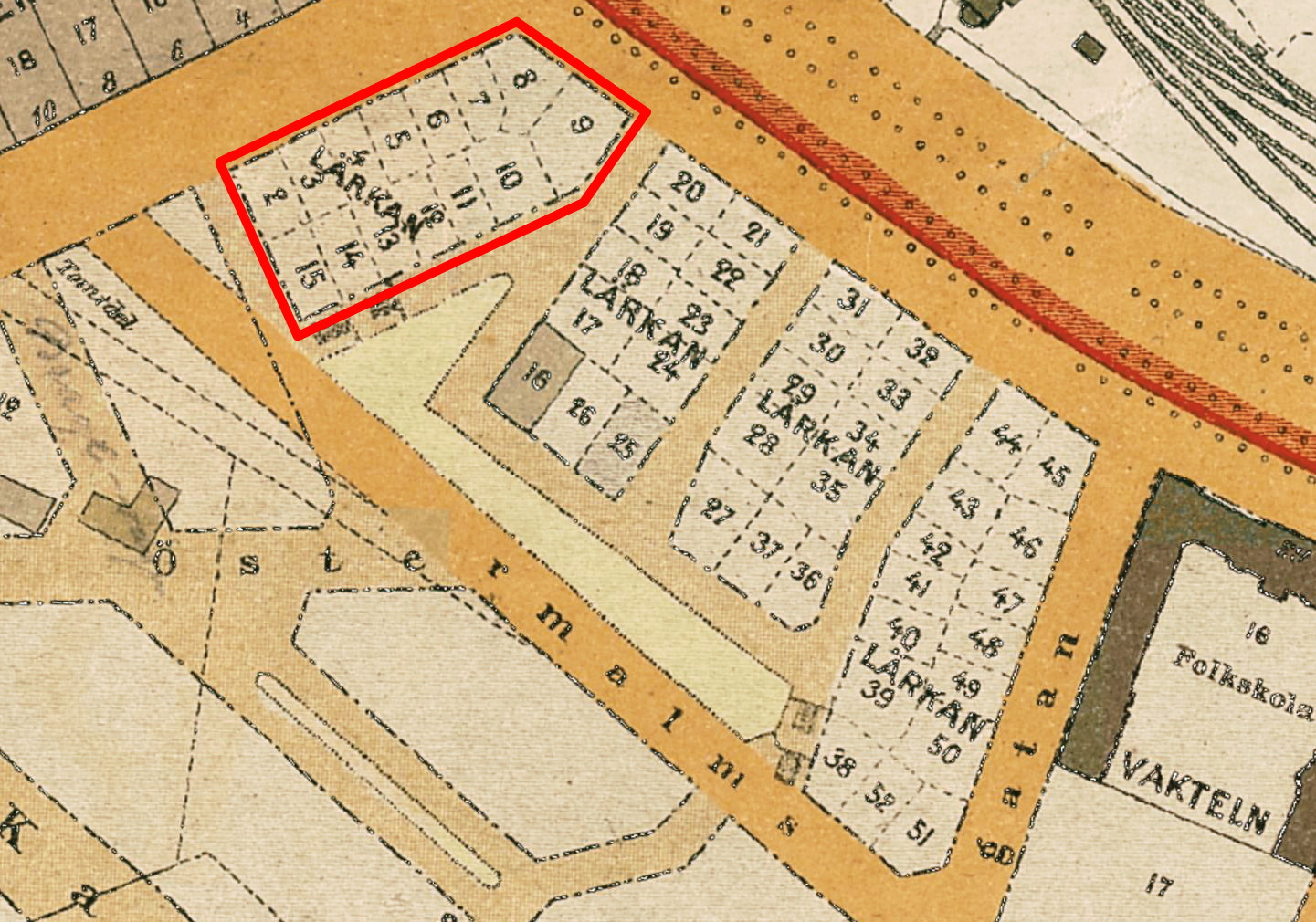
Kvarteret Lärkan 1909 med nuvarande Tofslärkan inom röd ram.

Kvarteret Tofslärkan är ett kvarter i Lärkstaden på Östermalm i Stockholms innerstad. Kvarteret bebyggdes mellan åren 1909 och 1914 med townhouses efter engelsk förebild och omges av Tyrgatan i söder, Valhallavägen i öster, av Verdandigatan i söder och av Odengatan. I sydost ligger en del av parken Balders hage. Inom kvarteret finns tre ambassader: Lettlands, Estlands och Botswanas.

## Historik

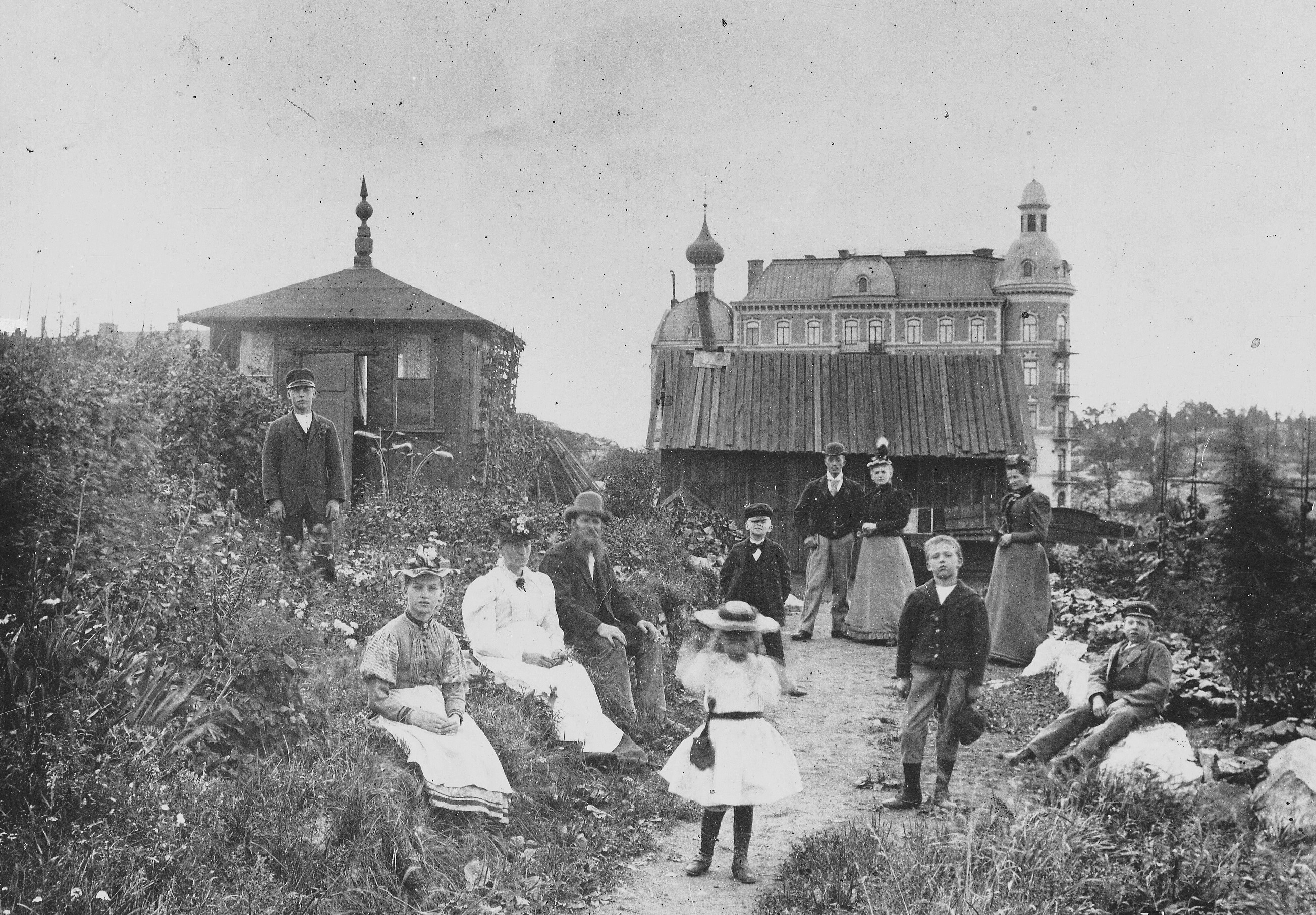
Tomt för blivande Tofslärkan 11 och 12, vy västerut på 1890-talet.

Kvarterets storlek och läge fastställdes i samband med stadsplaneringen för området på 1880-talet som i sin tur initierats av Lindhagenplanen. Området låg i stadens utkant. På platsen fanns en ödslig bergsknalle som, med undantag av några ruckel, var obebyggd, vilket framgår på ett fotografi från 1890-talet. I en stadsplan från 1902, upprättad av arkitekt Per Olof Hallman, bildades till en början ett enda stort långsmalt kvarter vilket kallades Lärkan. Det styckades i 51 fastigheter (Lärkan 2–52, nr 1 fanns inte) med storlekar mellan drygt 270 och 550 kvadratmeter. 1907 antogs en ny stadsplan i vilken storkvarteret Lärkan delats upp i fyra mindre kvarter som fick namnen (från öst till väst): Piplärkan, Sånglärkan, Trädlärkan samt Tofslärkan. Kvarteren åtskildes av 12 meter breda gator samtidigt behölls den ursprungliga fastighetsstrukturen och -storleken som fortfarande finns  kvar idag. 
I början av år 1908 startade planerings- och sprängningsarbetena. I februari 1909 inleddes auktionerna av de 51 villatomterna i kvarteret Lärkan. Det infann sig 150 spekulanter och 41 tomter såldes omgående. Köpet skulle dock först godkännas av drätselkammaren  Det var vanligt att arkitekter eller byggmästare köpte tomter i lärk-kvarteren eftersom de var insatta i stadens framtida byggplaner. De första villorna stod färdiga 1910 och inom enbart fyra år var hela kvarteret bebyggt. Lärk-kvarterens namn är fågelrelaterade och anknyter till områdets liknande namn som Domherren, Flugsnapparen, Lövsångaren, Näktergalen, Skatan, Sädesärlan, Trasten och Vakteln.

### Kulturhistorisk bedömning och arkitektur

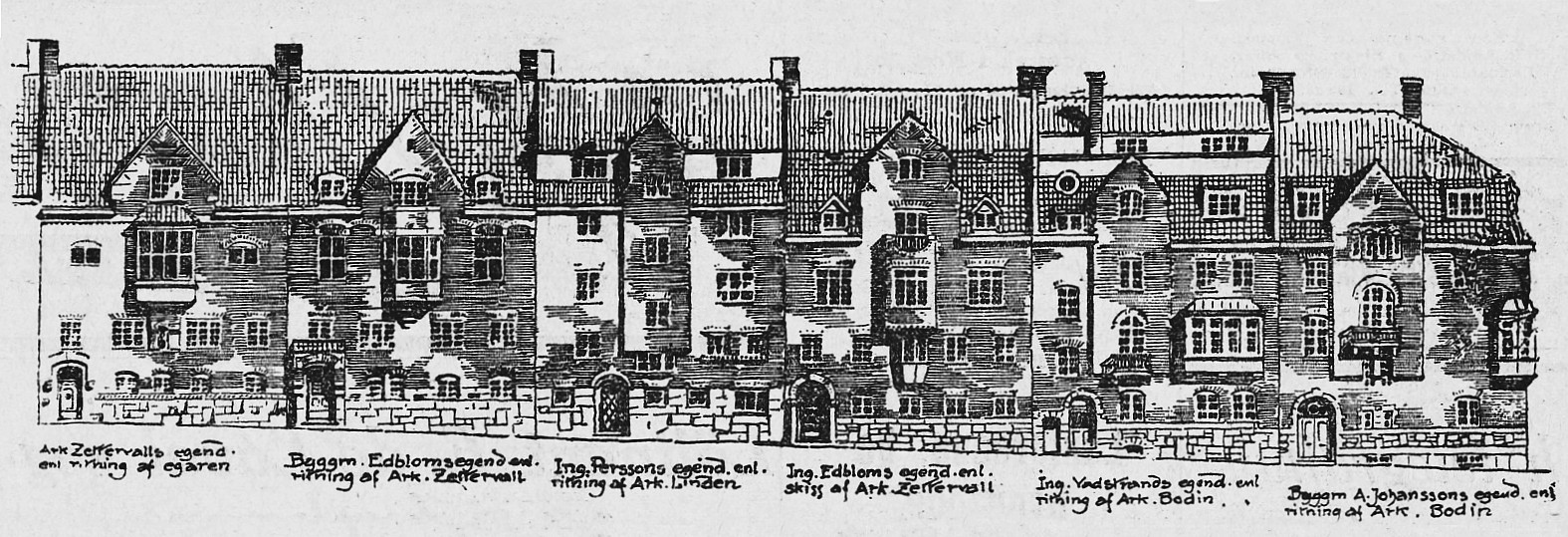
Raden Tofslärkan 2–7 enligt en illustration i Svenska Dagbladet 1912.

Kvarteret Tofslärkan består av 14 fastigheter. Inom kvarteret finns sju av Stadsmuseet blåklassade fastigheter (Tofslärkan 2–7 och Tofslärkan 11), vilket innebär "att bebyggelsen bedöms ha synnerligen höga kulturhistoriska värden". Resterande är grönklassade och anses av Stadsmuseet vara "särskilt värdefulla från historisk, kulturhistorisk, miljömässig eller konstnärlig synpunkt". Arkitekturen är nationalromantiken med inslag av jugend.
Intressant är den blåklassade raden Tofslärkan 2–7 med samkomponerade fasader mot Odengatan. På arkitekt Folke Zettervalls initiativ kom berörda byggherrar, arkitekter och byggmästare överens om att åstadkommer en enhetlig gatubild för villorna längs med Odengatan 3–13. Det var en nyhet i Lärkstaden och en reaktion mot den allt för individuella arkitekturen som dittills präglat lärk-kvarterens stadsvillor vilka kritiserats av samtiden att vara ”brokig”. Man enades om att använda fogstruket mörkrött Helsingborgstegel till fasaderna och för övrigt ungefär samma utseende, dock med tillräcklig individuell variation. Zettervalls egen villa (Tofslärkan 7) stod först färdig och skulle utgöra förebild för de övriga.

## Byggherrar, boende och verksamheter (urval)
Målgruppen för nybyggarna i Lärkan var den välbeställda borgarklassen som önskade bo i eget hem i innerstadens närhet. Bland dem fanns arkitekter, ingenjörer, byggmästare, direktörer, läkare, högre tjänstemän och grosshandlare vilket även återspeglas i Tofslärkans byggherrar. 
Byggherrar:
- Gustaf Alfred Johansson, byggmästare, Tofslärkan 2
- Folke Zettervall, arkitekt, Tofslärkan 7
- Johan Arvedson, läkare, Tofslärkan 8
- John Klingspor, militär, Tofslärkan 9
- Ludvig Linder, bibliotekarie, Tofslärkan 11
- Carl Johan Ulrich, regementsauditör, Tofslärkan 12
- Gunnar Jacobsson, industriman, Tofslärkan 13

Boende och senare ägare:
- Fritz Egnell, civilingenjör – efter 1925, Tofslärkan 1
- Karl Staaff, Sveriges statsminister – efter 1912 och Erik Staaff, professor – efter 1923, Tofslärkan 3
- Henric Tamm, riksgäldsfullmäktige – efter 1914, Tofslärkan 6
- Harry Fredrik Albihn, civilingenjör – efter 1925, Tofslärkan 9
- Gustaf Winqvist, företagsledare – efter 1938, Tofslärkan 14

Verksamheter:
- DDR:s konsulat – 1974 till 1990, Tofslärkan 1
- Sveriges Arkitekters Riksförbund – 1950- till 1970-tal, Tofslärkan 7
- Arvedsons gymnastikinstitut – mellan 1911 och 1937, Tofslärkan 8
- Institutet för rättshistorisk forskning – 1990-talet, Tofslärkan 12 och Tofslärkan 13

Ambassader:
- Lettlands – sedan 1995, Tofslärkan 6
- Estlands – sedan 1997, Tofslärkan 14
- Botswanas – sedan 1992, Tofslärkan 10
- Brasiliens – mellan 1999 och 2018, Tofslärkan 7
- Albaniens – mellan 1973 och 1991, Tofslärkan 14

### Förteckning över fastigheterna i kvarteret Tofslärkan[4][5]
| Bild | Fastighet     | Adress           | Byggår (inflyttning) | Arkitekt                        | Byggherre                 | Byggmästare               |
| ---- | ------------- | ---------------- | -------------------- | ------------------------------- | ------------------------- | ------------------------- |
|      | Tofslärkan 1  | Verdandigatan 2  | 1913                 | Ivar Engström                   | Wilhelm Blomberg          | Ivar Engström             |
|      | Tofslärkan 2  | Odengatan 13     | 1914                 | Victor Bodin                    | Gustaf Alfred Johansson   | Gustaf Alfred Johansson   |
|      | Tofslärkan 3  | Odengatan 11     | 1912                 | Victor Bodin                    | Hjalmar Nilsson Wadstrand | Hjalmar Nilsson Wadstrand |
|      | Tofslärkan 4  | Odengatan 9      | 1913                 | Hugo Jahnke                     | Karl Isak Edblom          | Richard Edblom            |
|      | Tofslärkan 5  | Odengatan 7      | 1912                 | Gustaf Linden & Osvald Almqvist | N. Persson                | N. Persson                |
|      | Tofslärkan 6  | Odengatan 5      | 1914                 | Folke Zettervall                | Richard Edblom            | Richard Edblom            |
|      | Tofslärkan 7  | Odengatan 3      | 1910                 | Folke Zettervall                | Folke Zettervall          | Frithiof Dahl             |
|      | Tofslärkan 8  | Valhallavägen 58 | 1911                 | Albin Brag                      | Johan Arvedson            | Georg Hesselman           |
|      | Tofslärkan 9  | Tyrgatan 13      | 1910                 | Thor Thorén                     | John Klingspor            | Carl Eugen Öfverberg      |
|      | Tofslärkan 10 | Tyrgatan 11      | 1912                 | Hagström & Ekman                | Richard Edblom            | Richard Edblom            |
|      | Tofslärkan 11 | Tyrgatan 9       | 1911                 | Erik Hahr                       | Ludvig Linder             | D. Thorsén                |
|      | Tofslärkan 12 | Tyrgatan 7       | 1911                 | Erik Ulrich                     | Carl Johan Ulrich         | Carl Eugen Öfverberg      |
|      | Tofslärkan 13 | Tyrgatan 5       | 1910                 | Erik Josephson                  | Gunnar Jacobsson          | Andreas Nordström         |
|      | Tofslärkan 14 | Tyrgatan 3       | 1912                 | Nils Lovén                      | Frans Albert Andersson    | Frans Albert Andersson    |